# Tadsch ad-Din al-Hasani

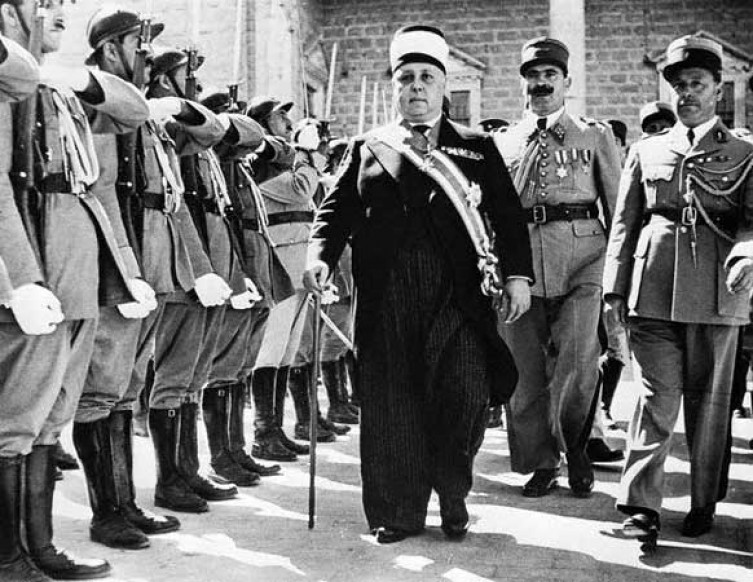
Tadsch ad-Din al-Hasani 1941

Tadsch ad-Din al-Hasani (arabisch تاج الدين الحسني ; * 1885 in Damaskus, Vilâyet Syrien; † 17. Januar 1943 ebenda) war ein syrischer Politiker und islamischer Theologe.

## Leben
Al-Hasani wurde 1885 in eine sunnitische Familie islamischer Gelehrter im damals osmanischen Damaskus hineingeboren. Er studierte wie sein Vater Bader Edine al-Hasani islamische Theologie.
Zu Zeiten des französischen Völkerbundsmandates über Syrien wurde Tadsch ad-Din al-Hasani am 15. Februar 1928 von den Franzosen als erster Präsident der Syrischen Republik eingesetzt, was er bis zum 19. November 1931 blieb. Nach seiner Absetzung wurde al-Hasani am 16. März 1934 mit dem Amt als Ministerpräsident kompensiert, was er allerdings nur bis zum 22. Februar 1936 ausübte.
Während des Zweiten Weltkrieges wurde al-Hasani nach dem Syrisch-Libanesischen Feldzug am 16. September 1941 erneut als Staatsoberhaupt eingesetzt. Eine Woche später anerkannte Charles de Gaulle von den Freien Französischen Kräften auch die Unabhängigkeit Syriens, blieb allerdings weiterhin mit Militärbasen präsent. Infolgedessen näherte sich al-Hasani dem nationalistischen Bloc national an, allerdings starb er kurze Zeit später, am 17. Januar 1943, an einem Herzinfarkt.
Er war mit Mousirra Midani verheiratet und hatte fünf Kinder.